# Браге, Эбба
Эбба Магнусдоттер Браге (швед. Ebba Magnusdotter Brahe, 16 марта 1596, Лерьехольм — 5 января 1674, Стокгольм) — шведская придворная дама из рода Браге.

## Биография
Эбба была дочерью королевского дротса, графа Магнуса Браге. В 1611 году, после смерти своей матери, она становится фрейлиной вдовствующей шведской королевы Кристины. Обладая исключительной красотой, Эбба Браге покорила сердце юного короля Швеции Густава II Адольфа. Последний был настолько влюблён в девушку, что в своём письме от 1613 года просил её о встрече со старым графом Браге, у которого собирался просить согласие на брак с его дочерью. Однако королева-мать выступила решительно против этой связи.
Не сумев преодолеть её влияния на Густава II Адольфа, Эбба в 1618 году выходит замуж за королевского маршала, известного полководца Якоба Делагарди. В этом браке она родила 14 детей. Среди них наиболее известен Магнус Габриэль Делагарди (1622—1686), канцлер и фаворит королевы Кристины (согласно распространённым ещё в XVIII столетии слухам, он был сыном Эббы и короля Густава II Адольфа).
Якоб Делагарди скончался в 1652 году. После этого Эбба берёт управление семейным хозяйством в свои руки и многократно умножает своё состояние. Она покупает несколько поместий, в 1667 году судится с Юханом Оксеншерна, сыном могущественного канцлера Швеции Акселя Оксеншерна. После того, как на одном из её земельных владений были открыты крупные месторождения железной руды, Эбба Браге весьма успешно занималась добычей руды и металлургией и ещё более увеличила свой капитал.